# Kigali Pelé Stadium
Das Kigali Pelé Stadium, ehemals Stade Régional Nyamirambo, ist ein multifunktionelles Stadion in Nyamirambo, Kigali, Ruanda. Es wird zurzeit hauptsächlich für Fußballspiele verwendet. APR FC und Rayon Sports nutzen es für die meisten ihrer Heimspiele.
Es hat als Oberflächenbelag Kunstrasen.

## Geschichte
Im Stadion wurde die Afrikanische Nationenmeisterschaft 2016 ausgetragen.
Im Januar 2023 wurde mit Renovierungsarbeiten begonnen, sodass die in Kigali heimischen Fußballvereine Gorilla FC, Gasogi United FC, AS Kigali und SC Kiyovu ihre Heimspiele ins Bugesera Stadium verlegten. Am 16. März 2023 eröffneten Präsident Paul Kagame und FIFA-Präsident Gianni Infantino das Stadion offiziell neu. Zu Ehren des brasilianischen Fußballspielers und Sportministers Pelé wurde es in Kigali Pelé Stadium umbenannt.